# Fundação Cultural Exército Brasileiro
A Fundação Cultural Exército Brasileiro - FunCEB- é uma entidade civil sem fins lucrativos, fundada em 1o. de março de 2000, com o objetivo de promover, ampliar e divulgar atividades de natureza cultural, educacional, ambientais e de assistência social desenvolvidas pelo Exército Brasileiro. Por meio de parcerias, patrocínios e leis de incentivo à cultura, a FunCEB conta com o apoio de diversas empresas para a realização de projetos na área de educação, comunicação, reforma e restauro.

## Projetos

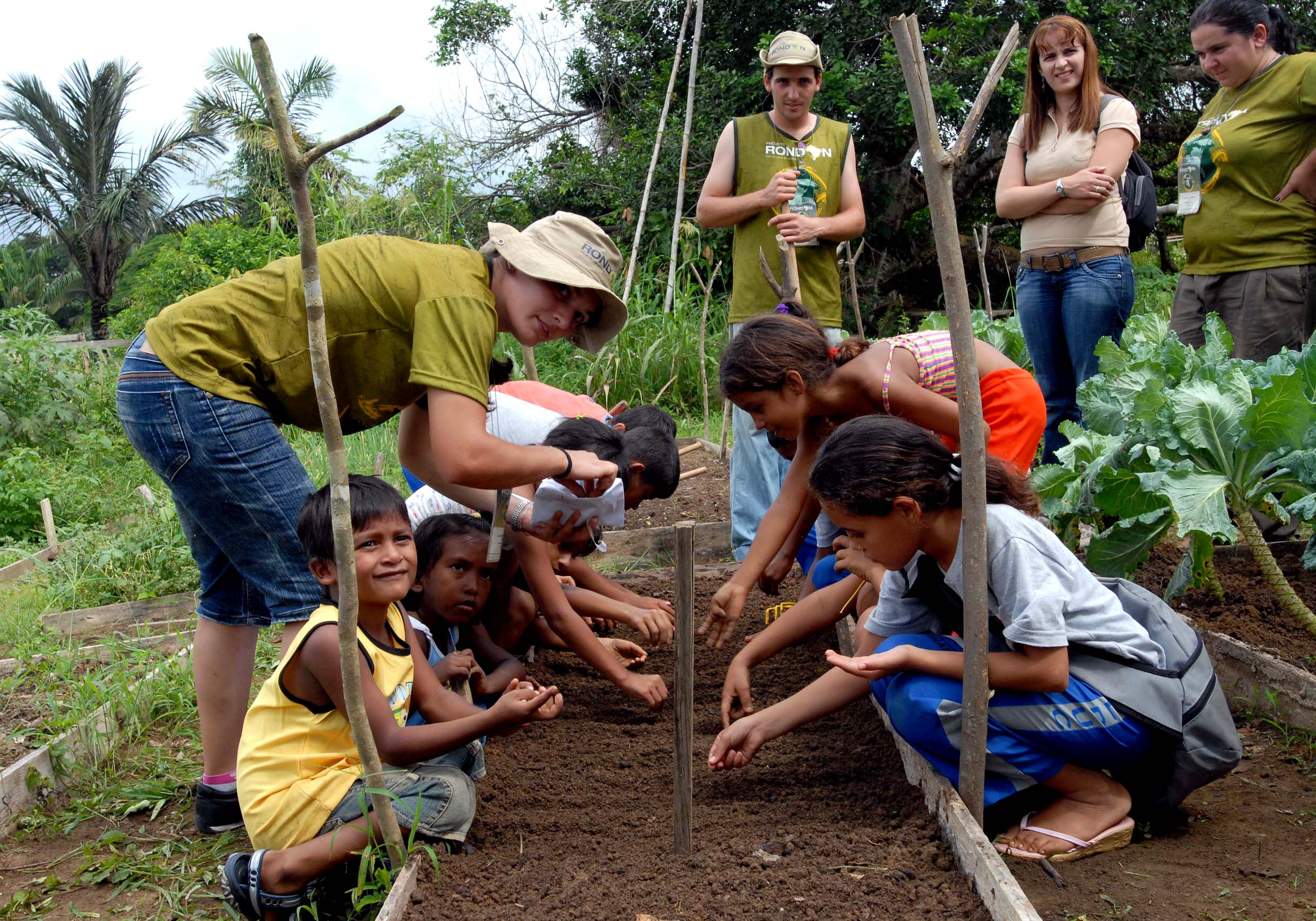
Oficina de horticultura realizada durante o Projeto Rondon

Entre os projetos desenvolvidos pela FunCEB, destacam-se, na área de educação, o Projeto Soldado Cidadão e o Projeto Rondon. O Projeto Soldado Cidadão foi desenvolvido pela FunCEB para oferecer cursos profissionalizantes  aos jovens incorporados às Forças Armadas. O curso é destinado aos militares temporários das Forças Armadas, quando estiverem próximos de seu licenciamento. 
O Projeto foi coordenado pela Fundação Cultural Exército Brasileiro - FunCEB entre 2002 e 2003, período em que capacitou 6.750 (seis mil, setecentos e cinqüenta) profissionais. A partir de 2004 o projeto foi conduzido pelo Ministério da Defesa.
Já no Projeto Rondon, que teve início em 1967, a FunCEB é parceira do Ministério da Defesa desde o lançamento da segunda edição do projeto, em 2005. Na área de comunicação, destacam-se a Revista da Cultura e a Radio Verde-Oliva. Disponíveis na internet, tanto as matérias da Revista como a programação da rádio divulgam a história e a cultura militar brasileira para civis e militares.

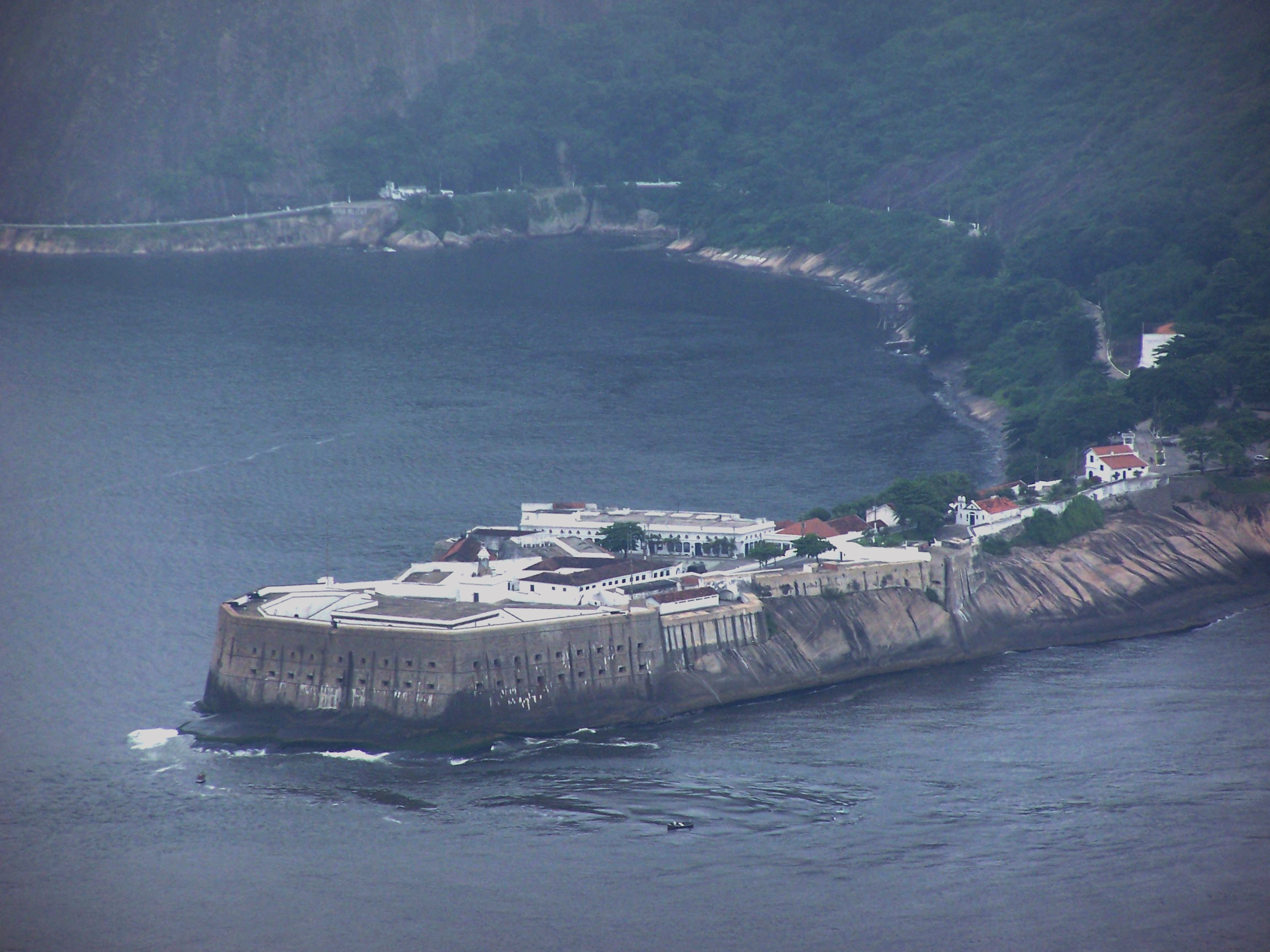
Após a restauração, o número de visitas à Fortaleza aumentou

A construção da Fortaleza, que teve papel importante durante o Brasil Colônia, Império e República, teve início em 1567. A primeira restauração foi feita em 1896, após os estragos sofridos na Revolta da Armada. Já a segunda restauração, coordenada pela FunCEB, realizou  a recuperação do emboço, a pintura externa, a impermeabilização da laje do Pavilhão de Comando e do Salão de Pedra e a implantação do esgotamento sanitário.
Outro projeto de restauro foi a Igreja de Bom Jesus da Coluna, localizada na Ilha do Fundão, Rio de Janeiro. Construída em 1705 e tombada em 1938, a igreja já teve visitantes como os membros da Família Real e o então presidente da República Washington Luís.
Com cerca de 80% de sua estrutura danificada, a construção corria riscos. Por isso a FunCEB, com o apoio do BNDES e a supervisão do IPHAN , desenvolveu um projeto de restauração integral, que realizou o reforço estrutural, a troca da cobertura, das esquadrias, pisos, forros e elementos pétreos, a modernização das instalações elétricas e hidráulicas e nova pintura a ouro dos altares, móveis e ornatos. O projeto foi realizado em parceria com a Escola de Belas Artes da UFRJ e contou a participação de soldados, que fizeram curso de restauração. A Igreja foi reaberta ao público em 2008 e atualmente recebe turistas, pesquisadores e fieis.

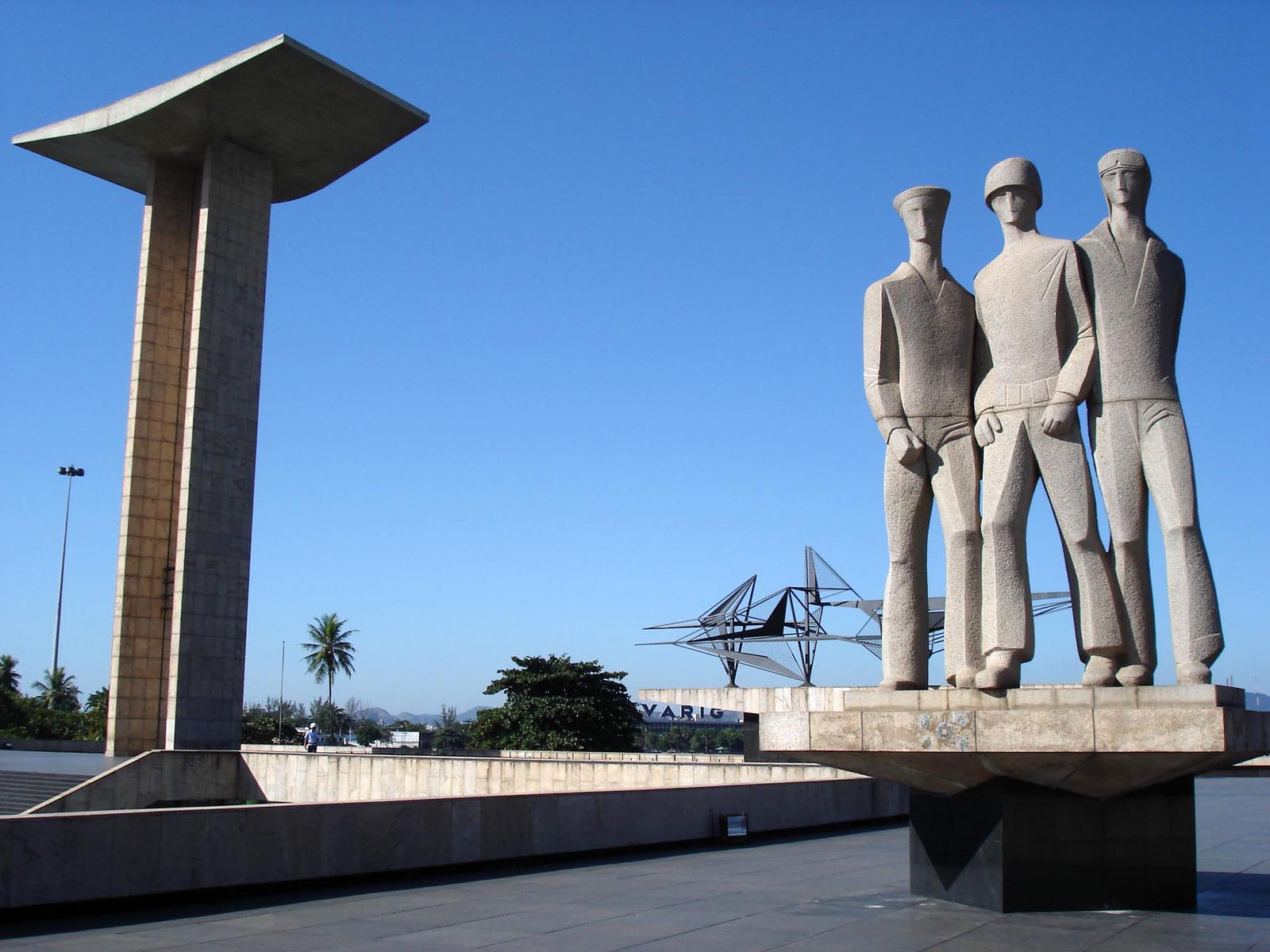
Reforma buscou acessibilidade e proteção contra infiltrações.

Outras construções que foram reformadas através de projetos realizados pela FunCEB foram: Forte São Diogo, em Salvador; Museu Conde de Linhares, Monumento  aos Mortos da II Guerra Mundial  , no Rio de Janeiro, e Forte  de São João Batista do Brum , em Recife.
Outro projeto da FunCEB, reconhecido e premiado, é a Banda Sinfônica do Exército. Em 2008 a Banda recebeu o prêmio da Associação Paulista dos Críticos de Arte - APCA.